# Letchworth
Letchworth Garden City, sau în mod uzual Letchworth este un oraș în comitatul Hertfordshire, regiunea East of England, Anglia. Orașul se află în districtul North Hertfordshire a cărui reședință este.